# Giuseppe Marciante
Mons. Giuseppe Marciante (16. července 1951, Catania) je italský římskokatolický duchovní a Biskup Cefalù.

## Život
Narodil se 16. července 1951 v Catanii. Své studia filosofie a teologie dokončil na "San Paolo" v rodném městě. Poté studoval na Papežské univerzité Gregoriana kde získal licentiát z misiologie. Na kněze byl vysvěcen 5. října 1980 pro arcidiecézi Catania. Dne 1. července 1993 byl inkardinován do Diecéze Řím. Zastával úřad farního vikáře S. Maria in Ognina (1980-1986), S. Maria in Cibali, farního kněze San Giuseppe (1987-1989). V roce 1995 byl jmenován prefektem v prefektuře XII. Od roku 1998 je asistentem Národní církevní asociace dárců krve Fratres . V letech 2001 až 2009 byl Kaplanem Jeho Svatosti. Roku 2008 se stal členem kolegia poradců a diecézní rady kněží Říma.
Dne 1. června 2009 byl papežem Benediktem XVI. ustanoven pomocným biskupem diecéze Řím a titulárním biskupem Thagorským. Biskupské svěcení získal dne 11. července téhož roku z rukou kardinála Agostina Valliniho a spolusvětiteli byli Luigi Moretti a Enzo Dieci.
Dne 16. února 2018 jej papež František ustanovil biskupem Cefalù.